# Rafal
Rafal – gmina w Hiszpanii, w prowincji Alicante, we wspólnocie autonomicznej Walencja, o powierzchni 1,62 km². W 2011 roku liczyła 4213 mieszkańców.